# هليبوكيي بوتيك (زاكارباتسكا)
هليبوكيي بوتيك (Глибокий Потік) هي مدينة في مقاطعة زاكارباتسكا في أوكرانيا.